# Оклопњача
Оклопњача (енгл. armoured ship) у најширем смислу означава сваки ратни брод који на себи има гвоздени оклоп у сврху заштите од непријатељске бродске или обалне артиљерије. У ужем смислу, оклопњача (енгл. ironclad) је подврста бојног брода, названа тако по оклопној заштити у почетној фази свог развоја.

## Развој
Иако су се прве оклопњаче појавиле у Кореји крајем XVI века облику тзв. бродова-корњача употребљених у Имјинском рату, под тим изразом се најчешће подразумијева тип брода развијен средином XIX века захваљујући новим достигнућима у металургији, бродском погону и производњи експлозива.
Потицај за развој оклопњача била је побједа Руса у бици код Синопа на почетку Кримског рата, када су Пајханови топови и експлозивне гранате у потпуности уништиле отоманску флоту. Када су Британија и Француска кренуле Турској у помоћ, бојали су се да би се њихова флота исто тако провела приликом бомбардовања руских обалних утврђења на обали Црног мора. Зато су бомбардовања уместо неоклопљеним линијским бродовима вршена у ту сврху посебно саграђеним пловећим батеријама заштићеним оклопом.
Успех тих батерија је Французе навео да покушају створити оклопљени брод који би се могао користити на отвореном мору. Резултат тих напора је 1859. године стигао у облику Ла Глоар, прве модерне оклопњаче, која се данас често назива и првим модерним бојним бродом. Британци су на то годину дана касније одговорили с бродом ХМС Воријор. 
Оклопњаче су своју прву борбену примену имале у Америчком грађанском рату, при чему је испочетка на њиховој изградњи инсистирао Југ, настојећи надокнадити надмоћ Севера у броју бродова. Прво такво пловило је било ЦСС Манасас, које је у октобру 1861. успешно напало сјеверњачке бродове на реци Мисисипи. Северњаци су на то, између осталог, одговорили изградњом властите оклопњаче УСС Монитор, по којој ће касније име добити посебна класа бродова. УСС Монитор се у марту 1862. сукобио с јужњачком оклопњачом ЦСС Меримак у чувеној бици код Хемптон Роудса, који се сматра првим сукобом оклопњача у историји.
Оклопњаче су врло брзо прихватиле све морнарице свијета, тако да су само четири године касније играле кључну улогу у вишкој бици — највећем поморском окршају XIX века. Искуства из тог окршаја су утицала на бродоградитеље да будућим оклопњачама придодају бродски кљун у сврху извођења кљуновог удара на непријатељске бродове.
Оклопњаче су се у другој половини 19. вијека почеле специјализовати и класификовати. Тако су се развиле тзв. заштићене крстарице, оклопни крсташи и бојни бродови-преддредноти, односно нешто мање оклопне топовњаче и монитори.

## Типови оклопњача
Јачањем пробојне моћи бродске артиљерије увођењем експлозивних зрна и олучних цеви средином 19. века, дотадашње дрвене плоче којима су били обложени бокови великих ратних бродова нису више пружале довољну заштиту па се прешло, нарочито после искуства из кримског рата (1853-1856), на заштиту бродског трупа бочним гвозденим оклопом.
У тражењу најбољег решења којим би се уравнотежили захтеви наоружања и оклопне заштите, развило се у периоду 1860-1890. неколико подврста оклопњача (поређане хронолошким редом):
- батеријска оклопњача
- казаматна оклопњача
- цитаделна оклопњача
- оклопњача са кулама
- барбетна оклопњача

Стандардизацијом оклопне заштите и наоружања почев од 1890, уместо назива оклопњача усталио се назив бојни брод.